# Villeau
Villeau är en kommun i departementet Eure-et-Loir i regionen Centre-Val de Loire, strax norr om centrala Frankrike. Kommunen ligger i kantonen Voves som tillhör arrondissementet Chartres. År 2018 hade Villeau 185 invånare.

## Befolkningsutveckling
Antalet invånare i kommunen Villeau
Referens:INSEE